# Draft
Negli sport professionistici nordamericani, il draft è il sistema di scelta degli atleti da parte delle franchigie appartenenti ad una stessa lega.
Gli atleti da selezionare sono free agent e provengono da campionati amatoriali o universitari, ma a volte anche dall'estero.

## Funzionamento
Il draft si compone di due giri: ogni franchigia ha diritto alla scelta di un atleta in base ad un sorteggio inversamente proporzionale ai risultati ottenuti nella stagione precedente; una posizione più bassa in classifica, dà quindi maggiori possibilità di ottenere gli atleti più ricercati.
Nel corso della stagione, le franchigie possono sostituire gli atleti durante i periodi di mercato.

## Elenco
- Major League Baseball draft
- MLS SuperDraft
- Draft NBA
- Draft NFL
- NHL Entry Draft

## Speculazioni
Le speculazioni riguardo al draft, ad opera della stampa specializzata, sono ironicamente chiamate mock draft.